# Laurent Didier
Laurent Didier (Dippach, 19 juli 1984) is een voormalig Luxemburgs wielrenner.
Zijn vader Lucien en grootvader Jean Diederich waren beiden ook wielrenner.

## Carrière
Didier begon zijn carrière als veldrijder. Hij werd in 2000 nationaal kampioen bij de nieuwelingen en de twee daaropvolgende jaren tweede bij de junioren. In 2003 en 2004 werd hij derde bij de beloften, in 2005 tweede. Hij behaalde toen ook zijn eerste successen op de weg: hij werd derde in de Flèche du Sud, tweede op het nationale kampioenschap op de weg voor beloften en hij werd zelfs Luxemburgs kampioen op de individuele tijdrit.
In 2007 won Didier een criterium in Saargau en werd hij derde op het Luxemburgs kampioenschap tijdrijden bij de elite. In 2008 reed hij als stagiair een halfjaar bij Team CSC Saxo Bank en werd toen onder andere derde in de Ronde van Moselle. Het seizoen erop reed Didier bij de Deense formatie Designa Køkken en werd toen onder meer zesde in de Ronde van Normandië, tweede in het Luxemburgs kampioenschap tijdrijden en tweede in de normale wegwedstrijd.
In 2009 was Didier onderdeel van de Luxemburgse selectie op het wereldkampioenschap wielrennen in Mendrisio, samen met Andy Schleck, Jempy Drucker en Kim Kirchen.
Vanaf het seizoen 2010 is Didier terug bij CSC, dat nu de naam Team Saxo Bank draagt. Het is zijn eerste jaar in de UCI ProTour, maar hij behaalt goede resultaten. Hij wordt 33e in de Ronde van Italië, vierde in het Luxemburgs kampioenschap, negende in de Ronde van Madrid en dertigste in de Clásica San Sebastián.
In 2010 reed Didier reed een goede Ronde van Italië, na de elfde etappe stond hij op de negende plaats in het algemeen klassement. De bergen zorgden er echter voor dat Didier plaatsen zakte, waardoor hij op plek 33 eindigde.

## Overwinningen
2000
 Luxemburgs kampioen veldrijden, Nieuwelingen
2005
 Luxemburgs kampioen tijdrijden, Beloften
3e etappe, deel A Flèche du Sud
2012
 Luxemburgs kampioen op de weg, Elite
2014
 Luxemburgs kampioen tijdrijden, Elite
5e etappe USA Pro Challenge
2015
1e etappe Ronde van Alberta (ploegentijdrit)

## Resultaten in voornaamste wedstrijden
| Jaar | Ronde van Italië | Ronde van Frankrijk | Ronde van Spanje |
| ---- | ---------------- | ------------------- | ---------------- |
| 2010 | 33e              |                     |                  |
| 2011 | 129e             |                     |                  |
| 2012 |                  |                     | 86e              |
| 2013 |                  | 53e                 |                  |
| 2014 |                  |                     |                  |
| 2015 |                  | opgave              |                  |
| 2016 | 64e              |                     | 104e             |
| 2017 | opgave           |                     |                  |
| 2018 | 97e              |                     |                  |

| Jaar | Milaan-San Remo | Amstel Gold Race | Luik-Bast.‑Luik | Ronde van Lombardije | Waalse Pijl |  | WK op de weg |  | Wereldranglijsten |
| ---- | --------------- | ---------------- | --------------- | -------------------- | ----------- |  | ------------ |  | ----------------- |
| 2010 |                 | opgave           | 97e             |                      |             |  | 98e          |  |                   |
| 2011 |                 | opgave           |                 |                      | 114e        |  | 150e         |  |                   |
| 2012 |                 | opgave           | opgave          |                      | 114e        |  | opgave       |  |                   |
| 2013 |                 |                  | 143e            |                      | 128e        |  |              |  |                   |
| 2014 | 111e            |                  |                 | opgave               |             |  |              |  |                   |
| 2015 |                 | opgave           | opgave          | opgave               | 113e        |  | opgave       |  |                   |
| 2016 |                 | opgave           | 132e            | opgave               | 141e        |  |              |  |                   |
| 2017 |                 |                  |                 | opgave               |             |  |              |  | 334e (UWT)        |
| 2018 |                 |                  |                 | opgave               |             |  | opgave       |  | 343e (UWT)        |

## Ploegen
- 2006 –  Team Regiostrom-Senges
- 2007 –  Team Regiostrom-Senges
- 2008 –  Team Kuota-Senges
- 2008 –  Team CSC Saxo Bank (stagiair vanaf 6-10)
- 2009 –  Team Designa Køkken
- 2010 –  Team Saxo Bank
- 2011 –  Saxo Bank Sungard
- 2012 –  RadioShack-Nissan-Trek
- 2013 –  RadioShack Leopard
- 2014 –  Trek Factory Racing
- 2015 –  Trek Factory Racing
- 2016 –  Trek-Segafredo
- 2017 –  Trek-Segafredo
- 2018 –  Trek-Segafredo

Arvesen ·
Bak ·
Blaudzun · 
Bøchman ·
Breschel ·
Cancellara     ·
Cuesta ·
Goss ·
Haedo ·
Hoestov ·
Johansen (tot 30/04) ·
Julich ·
Klostergaard ·
Kolobnev ·
Kroon ·
Larsson ·
Ljungqvist ·
Lund ·
McCartney ·
McGee · 
O'Grady ·
Sastre ·
A. Schleck ·
F. Schleck ·
C. A. Sørensen ·
N. Sørensen · 
Steensen ·
Van Goolen ·
Voigt ·
Bellis (stagiair) ·
Didier (stagiair) · 
Fuglsang (stagiair)
Bellis · 
Breschel ·
Cancellara       ·
Cooke ·
Didier ·
Fuglsang ·
J. J. Haedo ·
L. S. Haedo ·
Høj ·
Jørgensen ·
Klemme ·
Klostergaard ·
Larsson ·
Lund ·
Marycz ·
Mørkøv ·
O'Grady ·
Porte ·
Rasmussen ·
A. Schleck ·
F. Schleck ·
C. A. Sørensen ·
N. Sørensen · 
Steensen ·
Voigt
Bellis · 
Boaro ·
Christensen ·
Contador ·
Cooke ·
Didier ·
J. J. Haedo ·
L. S. Haedo ·
Hoestov ·
Hernández ·
Jørgensen ·
Klostergaard ·
Larsson ·
Majka ·
Marycz ·
Mørkøv ·
Navarro ·
Noval ·
Nuyens ·
Porte ·
Roberts ·
C. A. Sørensen ·
N. Sørensen · 
Steensen ·
Tanner ·
Tosatto ·
Vandborg ·
Margaliot (stagiair)
Bakelants ·
Bennati ·
Bennett ·
Busche ·
Cancellara   ·
Didier ·
Fuglsang ·
Gallopin ·
Gerdemann ·
Hermans ·
Horner ·
Irizar ·
King ·
Klöden ·
Machado ·
Monfort ·
Nizzolo ·
Oliveira ·
Popovytsj ·
Posthuma ·
Rast ·
Rohregger · 
Roulston ·
A. Schleck ·
F. Schleck ·
Sergent ·
Voigt ·
Wagner ·
Zaugg ·
Zubeldia
Bakelants ·
Bennett ·
Busche ·
Cancellara ·
Devolder ·
Didier ·
Gallopin ·
Hermans ·
Hondo ·
Horner ·
Irizar ·
Jungels ·
King ·
Kišerlovski ·
Klöden ·
Machado ·
Monfort ·
Nizzolo ·
Oliveira ·
Popovytsj ·
Rast ·
Rohregger · 
Roulston ·
A. Schleck ·
F. Schleck ·
Sergent ·
Voigt ·
Zubeldia
Alafaci · Arredondo · Beppu · Busche · Cancellara · Devolder · Didier · Felline · Hondo · Irizar · Jungels · Kišerlovski · Nizzolo · Popovytsj · B. van Poppel · D. van Poppel · Rast · Roulston · A. Schleck · F. Schleck · Sergent · Silvestre · Stuyven · Vandewalle · Voigt · Watson · Zoidl · Zubeldia · Chevrier (stagiair) · Eastman (stagiair) · Kirsch (stagiair)
Alafaci · Arredondo · Beppu · Busche · Cancellara · Coledan · Devolder · Didier · Felline · Irizar · Jungels · McConnell · Mollema · Nizzolo · Popovytsj · B.van Poppel · D.van Poppel · Rast · Roulston · Schleck · Sergent · Silvestre · Steegmans · Stuyven · Vandewalle · Watson · Zoidl · Zubeldia · Basso (stagiair) · Bernard (stagiair) · Rekita (stagiair)
Alafaci · Arredondo · Beppu · Bernard · Bobridge · Bonifazio · Cancellara   · Coledan · Devolder · Didier · Felline · Hesjedal · Irizar · Mollema · Nizzolo · Popovytsj · van Poppel · Rast · Reijnen · Schleck · Stetina · Stuyven · Theuns · Zoidl · Zubeldia · Allegaert (stagiair) · Mosca (stagiair)
Alafaci · Beppu · Bernard · Brändle · Cardoso · Coledan · Contador · Daniel · Degenkolb · Didier · Felline · Gogl · Guerreiro · Hernández · Irizar · de Kort · Mollema · Nizzolo · Pantano · Pedersen · van Poppel · Rast · Reijnen · Stetina · Stuyven · Theuns · Zubeldia · Conci (stagiair) · Moschetti (stagiair) · Toovey (stagiair)
Alafaci · Beppu · Bernard · Brambilla · Brändle · Conci · Daniel · Degenkolb · Didier · Eg · Felline · Frame · Gogl · Grmay · Guerreiro · Irizar · de Kort · Mollema · Mullen · Nizzolo · Pantano · Pedersen · van Poppel · Rast · Reijnen · Skujiņš · Stetina · Stuyven